# District de Kistelek
Le district de Kistelek (en hongrois : Kisteleki járás) est un des 7 districts du comitat de Csongrád en Hongrie. Créé en 2013, il compte 18 429 habitants et rassemble 6 localités : 5 communes et une seule ville, Kistelek, son chef-lieu.

## Localités
- Baks
- Balástya
- Csengele
- Kistelek
- Ópusztaszer
- Pusztaszer